# Tabu (album)
A Tabu (1999) a Junkies negyedik albuma.
A közönség pozitívan fogadta és kultikus album lett. A zenekar viszont – saját bevallása szerint – nem volt vele elégedett, részben a korábbi anyagaikhoz képest „kommerszebbé” válása miatt. A gitáros/énekes Barbaró Attila szerint a számok erősek voltak, de a hangzás viszont kevésbé. Szekeres András, a Junkies énekese a közönségsiker ellenére is a leggyengébb albumukként nevezte meg a Tabu-t.

## Dalok
1. A helyzet változatlan (3:06)
2. Sláger (4:48)
3. Szar dolog (4:05)
4. Pusztítsatok el (2:42)
5. Mese (4:20)
6. Tulajdonképpen (4:12)
7. Könnyű dal (5:14)
8. Sztárgyár (4:06)
9. Rózsakert (7:11)
10. Rock and Roll sztár (2:51)
11. Ami benned él (4:56)
12. Szerelmes vagyok (4:12)
13. Arany és szar (4:57)
14. Viszlát (1:00)
15. Sztárgyár (Viárdevörd verzió) (4:06)

## Közreműködő tagok
- Szekeres András (ének)
- Németh Miklós (dobok)
- Barbaró Attila (szólógitár, ének)
- Riki Church (basszusgitár)